# Karin Palme
| Estadísticas de Karin Palme | Estadísticas de Karin Palme |
| --------------------------- | --------------------------- |
|                             |                             |
| Origen:                     | Guadalajara, México         |
| Fecha de Nacimiento:        | 27 de diciembre de 1977     |
| Altura:                     | 1.70 metros                 |
| Peso:                       | 58 kilos                    |
| Juego:                      | Diestra y revés a dos manos |
| Profesional desde:          | 1992                        |
| Retirada:                   | Noviembre de 2003           |
| Mejor Ranking WTA:          | 315°                        |

Karin Palme (Guadalajara, Jalisco, 27 de diciembre de 1977-10 de febrero de 2024) fue una tenista mexicana. 

## Éxitos deportivos
En su carrera, conquistó cuatro títulos, un singles y tres más de dobles. Fue la jugadora mexicana con más partidos ganados en Copa Federación

## Títulos (4)

### Individuales (1)
| Títulos por superficie |
| Dura (1)               |
| Tierra batida (0)      |
| Hierba (0)             |
| Moqueta (0)            |

| N.º | Fecha               | Torneo                   | Superficie | Oponente en la final       | Resultado |
| --- | ------------------- | ------------------------ | ---------- | -------------------------- | --------- |
| 1.  | 24 de julio de 1994 | Ciudad de México, México | Dura       | Jessica Fernández (México) | 6-0 6-3   |

### Finalista en individuales (4)
| - 1994: Guadalajara (perdió contra Graciela Vélez) - 1995: Calí (perdió contra Fabiola Zuluaga) - 1996: Coatzacoalcos (perdió contra Paula Cabezas) - 2002: Pachuca (perdió contra Lucía Migliarini) |

### Dobles (3)
| N.º | Fecha                    | Torneo                  | Pareja                               | Oponentes en la final                                       | Resultado         |
| --- | ------------------------ | ----------------------- | ------------------------------------ | ----------------------------------------------------------- | ----------------- |
| 1.  | 14 de septiembre de 1997 | La Paz, Bolivia         | Monika Mastalirova (República Checa) | Mari López Palacios (Argentina) y Laura Motalvo (Argentina) | 4-6 6-3 6-2       |
| 2.  | 12 de agosto de 2001     | Poza Rica, México       | Remi Uda (Japón)                     | Erika Clarke (México) y Alejandra Rivero (México)           | 6-2 6-3           |
| 3.  | 25 de agosto de 2002     | San Luis Potosí, México | Arpi Kojian (Estados Unidos)         | Erika Clarke (México) y Alejandra Rivero (México)           | 6-7(5) 6-3 7-6(9) |